# Karl-Heinz Helbing
Karl-Heinz Helbing (n. 7 martie 1957, Mainz-Kastel⁠(d), Republica Federală Germania, Germania) este un luptător german, medaliat olimpic. A participat la 2 ediții ale Jocurilor Olimpice (1976, 1984) în care a câștigat o medalie de bronz.